# Iota Volantis
Iota Volantis (ι Vol, ι Volantis) é uma estrela na constelação de Volans. Com uma magnitude aparente de 5,39, é visível a olho nu em locais com pouca poluição luminosa. De acordo com sua paralaxe, está localizada a aproximadamente 614 anos-luz (188 parsecs) da Terra.
Iota Volantis é uma subgigante de classe B com um tipo espectral de B7 IV, o que significa que já passou da fase de sequência principal e consumiu todo ou quase todo o hidrogênio em seu núcleo. Tem massa de 3,72 vezes a massa solar, raio de 4,7 vezes o raio solar e está brilhando com 313 vezes a luminosidade solar. Sua atmosfera irradia essa energia a uma temperatura efetiva de 11 800 K, o que dá à estrela a coloração azul-branca típica de estrelas de classe B. Iota Volantis não possui estrelas companheiras.